# Ross Malinger
Ross Aaron Malinger (* 7. Juli 1984 in Redwood City, Kalifornien) ist ein ehemaliger US-amerikanischer Schauspieler.

## Leben und Karriere
Malinger ist der Sohn der Produzenten Laura und Brian Malinger. Bekannt wurde Malinger 1993 durch seine Rolle als Jonah Baldwin in der romantischen Komödie Schlaflos in Seattle, neben Tom Hanks und Meg Ryan. Des Weiteren war er 1995 neben Jean-Claude Van Damme in dem Action-Thriller Sudden Death zu sehen und spielte 1997 als männlicher Hauptdarsteller neben Kirstie Alley in der Fantasy-Filmkomödie Die Zahnfee mit.
Seit 2008 arbeitet Malinger als General Manager bei der Sportwagenvertretung Automotive Legends in Malibu.

## Filmografie

### Filme
- 1990: Kindergarten Cop
- 1991: Eine zeitlose Liebe (Late for Dinner)
- 1991: Eve 8 – Außer Kontrolle (Eve of Destruction)
- 1992: Brennende Herzen (In Sickness and in Health) (Fernsehfilm)
- 1993: Schlaflos in Seattle (Sleepless in Seattle)
- 1995: Sudden Death
- 1995: Bye Bye Love
- 1996: Ein tierisches Trio (Homeward Bound II: Lost in San Francisco) (Stimme)
- 1996: Peter and the Wolf (Fernsehfilm)
- 1997: Die Zahnfee (Toothless)
- 1997: Little Bigfoot
- 1998: Detektiv auf Samtpfoten (Frog and Wombat)
- 2000: Single-Alarm – Unser Vater braucht 'ne Frau! (Personally Yours) (Fernsehfilm)

### Serien
- 1990: Beverly Hills 90210
- 1990–1991: (3 Folgen) Wer ist hier der Boss
- 1991: Eve 8 – Ausser Kontrolle
- 1991: Roseanne (Fernsehserie S04xE12)
- 1993–1994: Good Advice
- 1994–1995: Dr. Quinn – Ärztin aus Leidenschaft
- 1996–2001: Ein Hauch von Himmel
- 1996: Maybe This Time
- 1997: Seinfeld
- 1997: Susan
- 1998: Party of Five
- 1998: The Simple Life
- 1998: Club Vampire
- 1998: Frauenpower
- 2006: Without a Trace – Spurlos verschwunden

### Synchronsprech-Rollen
- 1997–1998: Disneys Große Pause
- 1998: The Animated Adventures of Tom Sawyer